# نسيب البكري
محمد نسيب بن عطاء الله البكري  (1888 - 1966) هو سياسي وزعيم قومي ومجاهد وطني سوري، انتسب إلى جمعية العربية الفتاة، وهي مُنظمة سرية طالبت بالحُقوق العربية في الدول الخاضعة لحُكم الدولة العثمانية آنذاك ومنها الحُقوق الاجتماعية والقومية. وقد أصبح مُساعد ومستشار الأمير فيصل الأول عندما أصبح ملك سوريا بعد نجاح الثورة العربية الكبرى من عام 1916 حتى عام 1920، حيث غادر الملك فيصل سوريا إثر الاجتياح الفرنسي، فكان نسيب وقتها أحد المُرشحين لعرش سوريا. كما أنه عارض إنشاء الانتداب الفرنسي على سوريا ولبنان، فأصبح واحداً من قادة الثورة السورية الكبرى مع كل من سلطان الأطرش وعبد الرحمن الشهبندر وخاض بعض معاركها. فهرب من حكم الإعدام في سوريا في 1927، حيث لجأ إلى فلسطين وبقي بها سنة كاملة، فعاد لبلده بعد صدور العفو عنه.
انتخب نائباً عن دمشق سنة 1932، وكان من الوطنيين الذين أحبطوا مشروع مُعاهدة حقي العظم ـ شارل دو مارتِل، كما عُيّن عام 1937 مُحافظاً لجبل حوران للعمل على إلحاقه بالدولة السورية تطبيقاً للاتفاقية السورية ـ الفرنسية في شهر نوفمبر عام 1936، كما عمل خلال نفس العام مُنسقاً رئيسياً للإضراب الستيني، وتسلّم منصب وزير العدل في شهر فبراير عام 1939 حتى شهر يونيو من نفس السنة، ثم تولّى وزارتي الاقتصاد والزراعة، ثم أعيد انتخابه نائباً عن دمشق لدورتي 1943 و1947 وترأس اللجنة التي اتخذت قراراً بجعل الانتخابات على درجة واحدة، كما سُبق أن عُيّن وزيراً مفوضاً في المملكة العربية السعودية بجدة سنة 1951، ولكنه رفض هذا المنصب، وعُيّن وزيراً مُفوضاً في المملكة الأردنية الهاشمية، ورَفض تسَلُّم وسامٍ في الأردن احتجاجاً على سياسة الملك عبد الله، وقد شارك في تأسيس حزب الشعب واختير سنة 1949 نائب رئيس له. وبعد أن أُحيل على التقاعد عام 1956 قام بتأسيس رابطة المُجاهدين، حيث تم اختياره رئيساً لها وبقي كذلك حتى وفاته عام 1966 بدمشق.

## النشأة

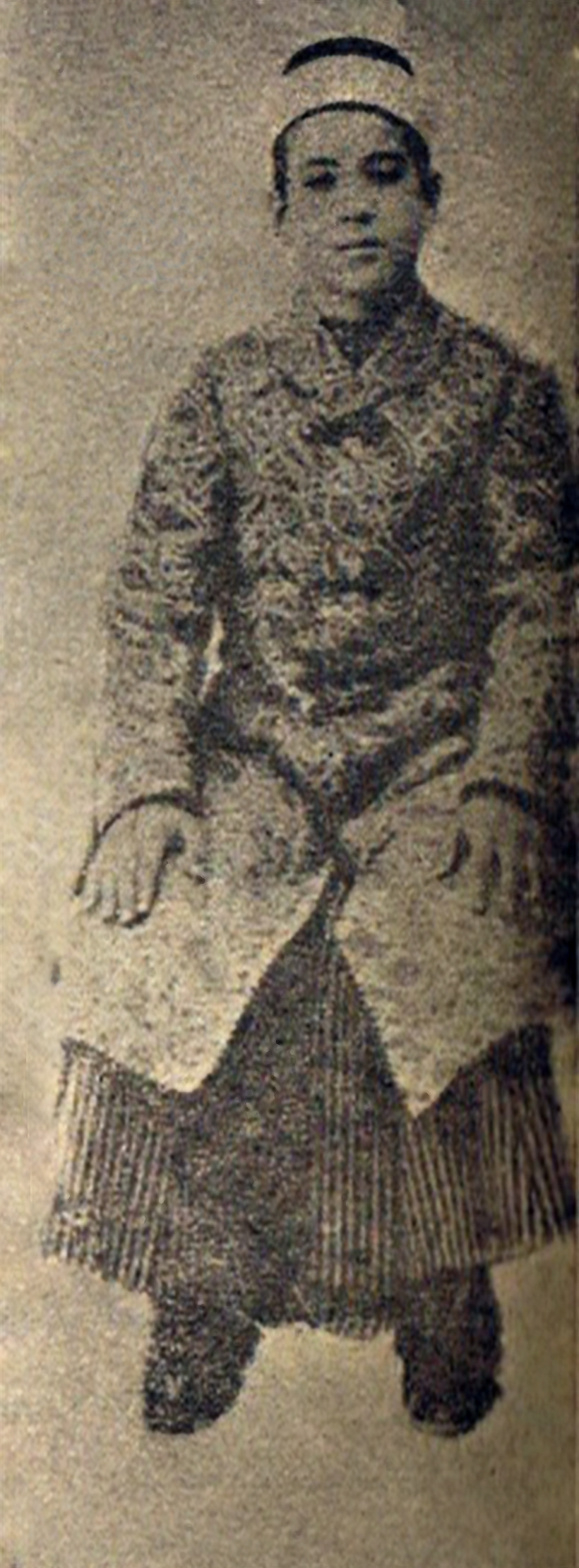
نسيب البكري في المدرسة الريحانية نهاية القرن 19.

ولد نسيب في دمشق في عام 1888، لأسرة عريقة وشهيرة. والده هو عطاء الله باشا البكري، وكان نسيب الابن الثاني من أصل خمسة أبناء. وقد كان أبوه عطاء الله ذا تأثير في مدينة دمشق ومجلس أحيائها في الفترة ما بين 1890 و1914، وكان واحداً من أبرز العرب الذين عملوا في محكمة الإمبراطورية العثمانية في عهد السلطان عبد الحميد الثاني في القسطنطينية. كانت عائلة البكري تتبع المذهب الإسلامي السني، حيث تعود نسبتها من جهة الأمهات إلى النبي محمد، ومن جهة الآباء إلى الخليفة الراشد أبي بكر الصديق. وقد كانت عائلة البكري من مُلّاك الأراضي، حيث ضمت مُمتلكاتهم أيضاً المنازل والأماكن التجارية في موطنهم في حي الشاغور وفي القابون، وهي قرية تقع في ريف الغوطة بمدينة دمشق. بالإضافة إلى أراضٍ في جرمانا، وهي قرية للدروز تقع خارج دمشق، وكانت للعائلة علاقات جيدة مع زعماء الدروز المحليين.
عندما أُطيح بعبد الحميد الثاني أثناء ثورة تركيا الفتاة في عام 1908، فقد عطاء الله دعم السلطات المركزية بسبب التقارب بينه وبين السلطان المخلوع ولانتقاده لضباط الثورة. ونتيجة لذلك، أصبحت أسرة البكري مؤيدةً للقوميين العرب في سوريا كما عارضوا زيادة الجهود القومية التركية في الأراضي الناطقة باللغة العربية من الإمبراطورية العثمانية. وكان لعطاء الله أيضاً علاقات وطيدة مع الهاشميين في الحجاز. في عام 1909 استضاف شريف مكة، الحسين بن علي، مع شقيقه ناصر، والملك عبد الله (ابن الحسين بن علي شريف مكة) في منزله بدمشق.
تلقى نسيب تعليمه الابتدائي والثانوي في مكتب عنبر، وهي مدرسة إعدادية في دمشق جذبت الأطفال من عوائل النخبة وأنتجت العديد من القوميين العرب. ثم انتقل إلى المدرسة السلطانية ببيروت التي تابع فيها دراسته باللغة التركية، وتخرج منها عام 1912. وعندما زار الأمير فيصل (ابن الحسين بن علي شريف مكة) سوريا في أوائل عام 1916، استقر في منزل عائلة البكري في القابون، خارج دمشق. وقبل ذلك، كان نسيب وإخوته فوزي وسامي قد انضموا إلى جمعية العربية الفتاة، وهي جمعية سرية، كانت تنادي باستقلال العرب عن العثمانيين، وصار نسيب أميناً للجمعية، وقد تزوج عام 1924 من فهمية كريمة السيد علي الدالاتي، وأنجب منها عام 1931 ابنه الوحيد القاضي الأستاذ عطا البكري رئيس محكمة الاستئناف الأولى في دمشق.

## زعيم في حركة الاستقلال السورية

### حليف الهاشميين

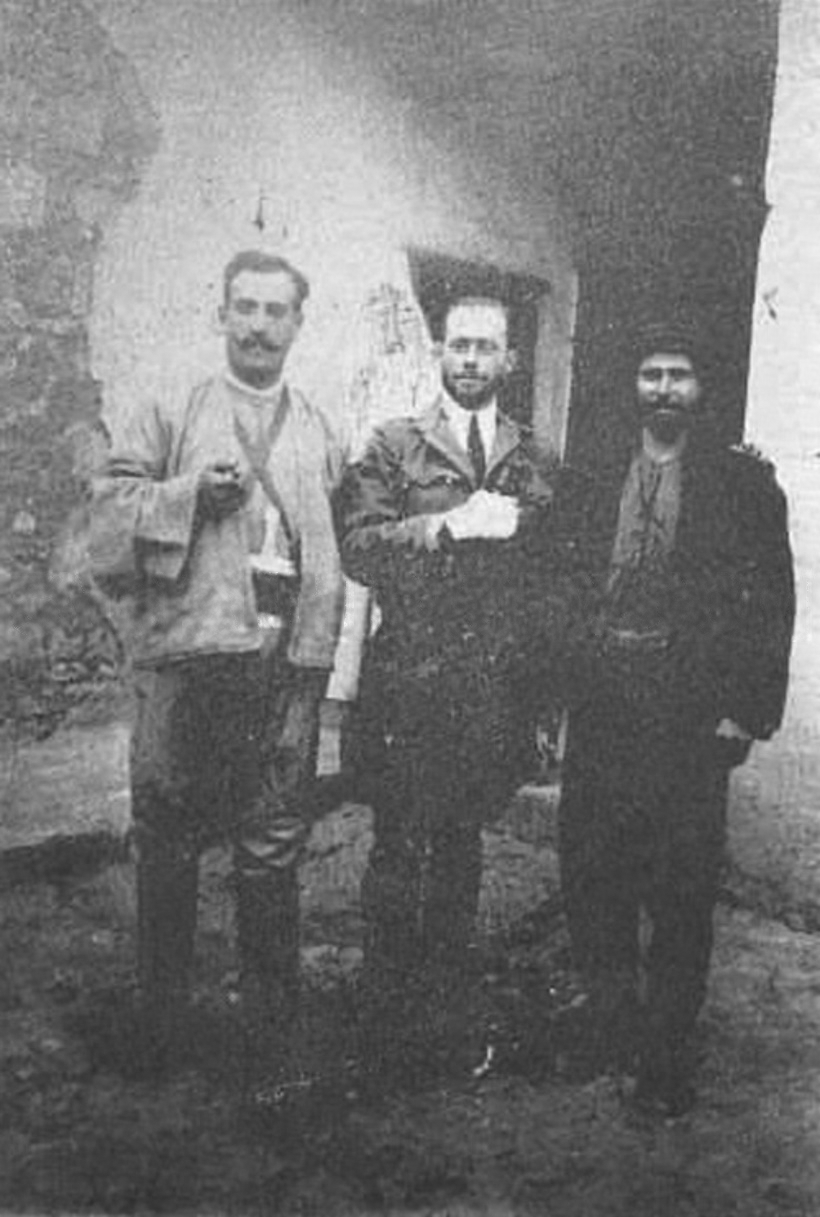
بعض الثوار خلال الثورة السورية الكبرى عام 1925 (نسيب البكري في اليسار).

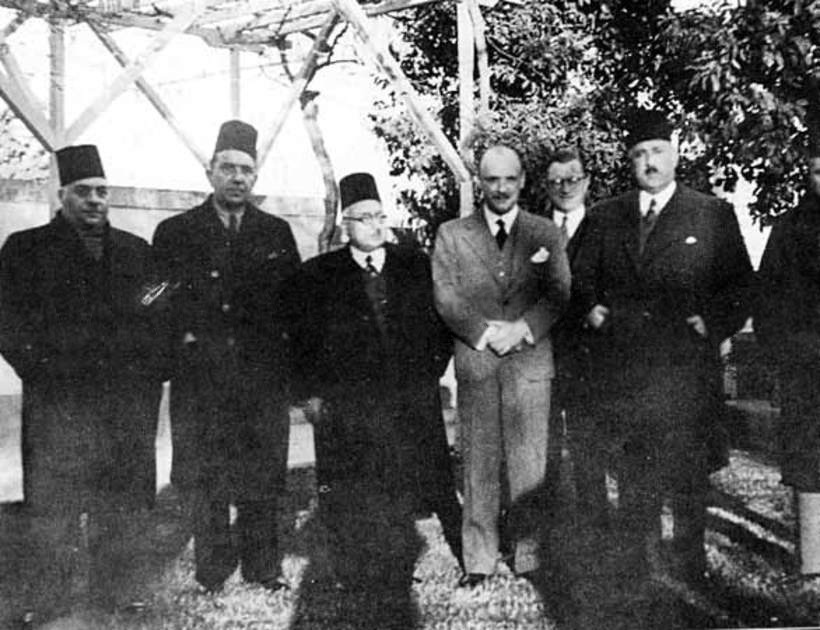
الرئيس لطفي الحفار مع المفوض السامي جابريل بيو عام 1939 (نسيب البكري في اليمين).

في عام 1916، قام نسيب البكري باستضافة فيصل الأول في منزله في الغوطة وذلك عند وصوله إلى دمشق في طريقه إلى الأستانة، ودعاه إلى الانضمام إلى جمعية العربية الفتاة، حيث يقال أن فيصل وافق على ذلك، فعرّفه نسيب على شكري القوتلي، علي رضا الركابي، الأمير عارف الشهابي وعبد الغني العريسي، وغيرهم من المنتسبين للجمعية، وبعد عودة الأمير من الأستانة متجهاً نحو الحجاز اتفق مع البكري، على أن يرسل إليه برقية تتضمن عبارة: «أرسلوا إلينا الفرس الشقراء» إذا قرر والده الشريف حسين البدء بالثورة أما إذا قرر الحسين تأجيل الثورة فعليه أن يرسل برقيةً تتضمن عبارة: «أرسلوا إلينا صناديق البرتقال». في الوقت نفسه، نظم البكري لقاءاً بينه وبين بعض أعضاء الجمعية، ورؤساء الدروز في حوران، من بينهم حسين وسلطان الأطرش بقصد الحصول على الدعم الدرزي للتمرد العربي المخطط ضد العثمانيين إذ سبق للدروز أن شاركوا في عدة انتفاضات ضد العثمانيين من قبل. وخلص الاجتماع مع الدروز إلى تقديم فيصل والقوميين لدعمهم، وعلى الرغم من قصر الدعم العسكري، إلا أن هذا الاجتماع كان هو الأول من نوعه بين الهاشميين والدروز، وبعد ذلك قام فيصل بتعيين البكري كمستشار شخصي له ومبعوثه إلى الدروز، وهو المنصب الذي بقي فيه حتى عام 1920.
في صيف عام 1916، خلال الحرب العالمية الأولى، أطلق الحسين بن علي شريف مكة الثورة العربية الكبرى ضد العثمانيين من مكة المكرمة بدعم من الجيش البريطاني. وانضم البكري إلى الثورة فانتقل إلى الحجاز حيث عمل كقناة اتصال بين الجمعية التي مقرها في دمشق والقوات الهاشمية التي كانت تقود الانتفاضة وكان يوصل لها كل أخبار انتصارات الجيش العربي. وفي أواخر ديسمبر سنة 1917، تلقى سلطان باشا الأطرش كتاباً من نسيب البكري جاء فيه: «إن الجيش الحجازي طهر مكة المكرمة من الأتراك. وجيش الحلفاء المنضم إليه الجيش العربي قد افتتح بئر السبع عن طريق غزة في 21 تشرين الأول سنة 1917 ويافا في 16 من تشرين الثاني والقدس في 9 من أيلول. وقريباً سندخل جبلكم المنيع بواسطتكم الله ينصر العرب»، ويقول سلطان الأطرش في مُذكراته: «وما إن انقضت أشهر الشتاء البارد من سنة 1917 وأطلّ علينا الربيع بطقسه الجميل حتّى قررنا الجهر بالثورة وجعل بلدتنا القريّا مقراً لها في الجبل ثم احتفلنا بحضور نفر من أحرار العرب برفع العلم العربي فوق دارنا، وباشرنا بتسيير الملة الكبيرة التي كنّا قد أعددناها من قبل لتلتحق بالجيش الفيصلي في العقبة. حوالي ثلاثمائة خيال وهجان على رأسها من أعيان الجبل: حمد البر بور، معذى المغوش، أسد الأطرش وعبد الله العبد الله».
في عام 1918 تلقى البكري برقيةً تفيد ببدء الثورة، فاجتمع مع غيره من المجاهدين، وتوجهوا من القابون إلى الضمير في طريقهم إلى الحجاز لملاقاة الجيوش العربية وجيوش الحلفاء الزاحفة نحو سوريا، وبعد هزيمة الأتراك في جبهة الترعة، دخل الجيش العربي إلى دمشق في أكتوبر من العام نفسه، وكان البكري في طليعة الفاتحين. وعندما تمت هزيمة العثمانيين في عام 1918، وأصبح الأمير فيصل حاكماً لسوريا ثم توج ملكاً دستورياً على سوريا، تم تعيين نسيب البكري أميناً ثانياً للبلاط الملكي وكان إحسان الجابري رئيس أمناء القصر، وظل في منصبه حتى 24 يوليو عام 1920، وكان سبب تركه للمنصب حسب ما ذكره يوسف الحكيم في مذكراته الجزء الثاني الصفحة 76 هو تراخي علاقته بالملك فيصل. وقد سبق للبكري في 1917 أن شارك في تأسيس أول حزب سياسي قانوني في المملكة السورية، وهو «حزب الاستقلال» ذو التوجهات العروبية والذي سعى إلى توحيد جميع الأراضي العربية السابقة التي كانت ضمن الإمبراطورية العثمانية تحت قيادة الهاشميين. وخلال هذه الفترة حتى عام 1920، كان البكري عضواً في المؤتمر السوري العام كممثل عن دمشق.
وعندما غزت فرنسا الأراضي السورية وأصبحت سوريا تحت الاحتلال في عام 1919، وبعد معركة ميسلون في شهر يوليو عام 1920، تم نفي فيصل وألغيت المملكة السورية. فصار البكري من المرشحين لرئاسة عرش سوريا إلى جانب شخصيات أخرى لكنه لم يفلح في ذلك. فقد غادر إلى عمان في إمارة شرق الأردن، والتي كانت تحت سلطة أخ فيصل الملك عبد الله. وفي عام 1921 أصبح البكري مستشاراً للملك عبد الله، وهو المنصب الذي شغله لمدة عامين قبل أن يعود إلى سوريا بعد العفو الفرنسي الصادر عن المنفيين السياسيين. بعد عودته، أصبح عضواً في حزب الشابندر الشعبي وسعى بنشاط للإطاحة بالسلطات الفرنسية في سوريا وتوحيد البلاد مع الهاشميين الحاكمين في العراق، وشرق الأردن والحجاز. وذلك قبل أن يُطرد الهاشميون من الحكم في الحجاز عام 1925 من قبل آل سعود.

### دوره في الثورة السورية الكبرى

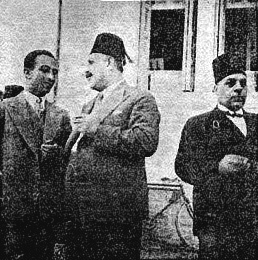
نسيب البكري في الوسط.

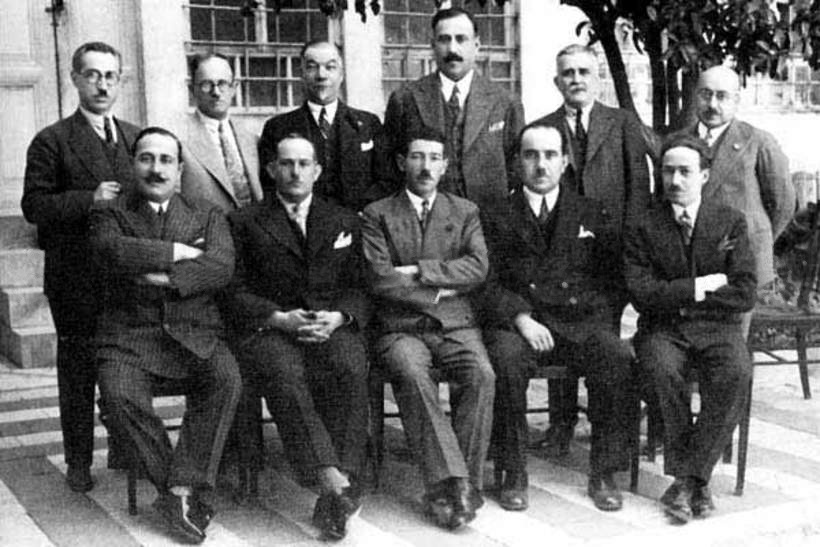
أعضاء الكتلة الوطنية في دمشق عام 1932 (نسيب البكري الثالث من اليمين في الصف الخلفي).

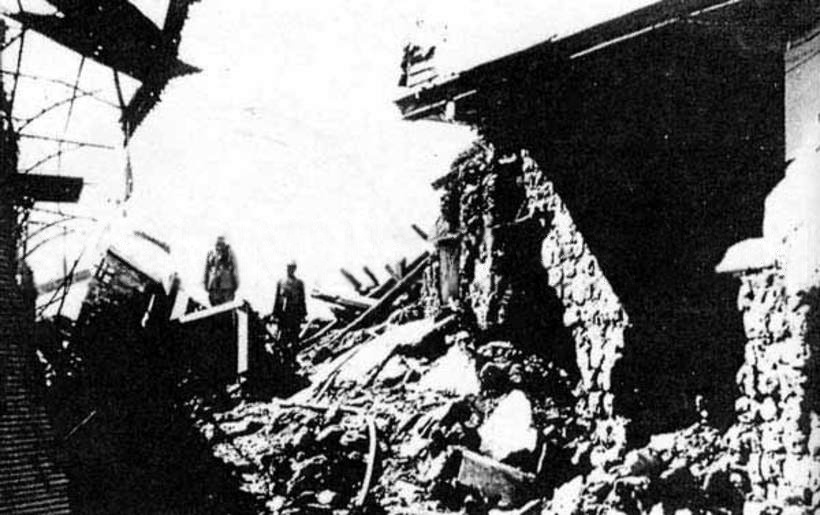
منزل نسيب البكري في دمشق بعد تدميره بالكامل من قبل القوات الفرنسية خلال ثورة 1925.

شهد صيف عام 1925 بداية الثورة السورية الكبرى، والتي تمت قيادتها من قبل سلطان باشا الأطرش، حيث تم إطلاقها من منطقة جبل حوران في جنوب سوريا. بعد أن تمَكَّنَ الأطرش وجيشه من هزيمة الجيش الفرنسي في مخيم الكفر، وقد تلقى البكري برقية من الأطرش في 23 يوليو يدعو فيها القوميين في دمشق للانضمام للثورة، فانضم إليها البكري في وقت لاحق. وبعد هزيمة فرنسا في معركة المزرعة في 3 أغسطس، بدأ البكري في العمل مع عبد الغفار الأطرش، رئيس الدروز في السويداء، للمضي قدماً في نقل الثورة إلى أجزاء أخرى من البلاد خارج حوران. وحدّد البكري لقاءً بين القوميين الذين يتخذون من دمشق مقراً لهم وبين سلطان الأطرش في منزله في القابون، وبعد ذلك اتفق الجانبان على العمل معاً للقضاء على الوجود الفرنسي في سوريا.
وعقب الاجتماع، تم تخويل البكري مع الشهبندر، حيث تمت الموافقة على إدخال دمشق إلى ساحة عمليات الثورة، على الرغم من أن المحاولة الأولى باءت بالفشل. فقد توجه رجال الأطرش تجاه دمشق لشن هجوم ضد القوات الفرنسية هناك، ونجح البكري في تجميع نحو 260 متطوعاً مسلحاً من مختلف الأحياء والقرى في دمشق وحولها، بما في ذلك الشاغور، باب مصلى، الميدان، وجرمانا. وحافظ البكري على علاقات وثيقة بشكل خاص مع حسن الخراط، الرئيس المحلي للشاغور والذي كان صديقاً لعائلة البكري. وفي أوائل أغسطس، بناءاً على إلحاح البكري قام الخراط بتشكيل ميليشيا، والتي أصبحت واحدة من الجماعات المتمردة الأكثر فعالية في البلاد. وحينما تم إبلاغ السلطات الفرنسية بخطط المتمردين القوميين، شرع الفرنسيون على الفور في حملة اعتقالات واسعة النطاق في المدينة يوم 27 أغسطس، واعتقل جميع القادة تقريباً وأغلب المتحدثين القوميين في دمشق، وقد تمكن البكري وإخوته، والشهبندر من النجاح في الفرار من الاعتقال.
وقد شارك في الهجمات جنباً إلى جنب مع المحاربين الدروز ضد المواقع والمكاتب الفرنسية في حوران، ومن بين جميع قادة المتمردين في دمشق، كان البكري الأكثر احتراماً من قبل الدروز. ولما تصاعد القتال بين المتمردين والقوات الفرنسية في الغوطة، وضع البكري خطة لتحرير دمشق من سيطرة الفرنسيين وذلك عن طريق الاستيلاء على قلعة دمشق وقصر العظم. إذ أن القلعة تضم الحامية الفرنسية في المدينة، في حين يضم قصر العظم مكاتب إدارة الانتداب الفرنسي ومكتب المفوض السامي موريس بول ساراي. بعدها طلب البكري تعزيزات من الأطرش ورجاله، ولكنهم كانوا يخوضون معارك في حوران بغرض تحريرها فأخطروا البكري أن أي مساعدة سوف تتأخر. فقرر البكري المضي قدماً على الرغم من ذلك. وفي يوم 17 أكتوبر، نجح في تجميع قوة من جماعة الخراط، ومجموعة أخرى من المتمردين من الميدان وجرمانا داخل دمشق. حيث قام الخراط في اليوم التالي بشن وقيادة العملية.
تمكن رجال الخراط من التمكن من قصر العظم ومركز الشرطة في باب الصغير، فيما قاد البكري مجموعة من 200 مقاتل من قاعدتهم في حي الميدان لاقتحام معسكر الأرمن اللاجئين في حي القدم، مما أسفر عن مقتل العديد من اللاجئين الأرمن. واتهم المتمردين جنباً إلى جنب مع الشركس بأنهم متحالفين مع السلطات الفرنسية وأنهم قد قاموا بالمشاركة في الهجمات العسكرية الفرنسية ضد عدة قرى في الغوطة في الأسابيع السابقة. بعد مهاجمة القدم، اجتاحت قوات البكري المدينة، وقامت بالاستيلاء على مراكز للشرطة في باب الجابية، باب مصلى، وحي القنوات. وكانت قواته تزداد مع كل حي يصبح في قبضتهم بسبب انضمام الأهليين إلى قواته.
أمر المفوض الفرنسي ساريل، الذي لم يكن في دمشق وقت هجوم المتمردين، بالقصف الجوي على المدينة، مما أدى إلى تدمير أحياء بأكملها ومقتل المئات من سكان دمشق. في 24 أكتوبر، تمت هزيمة المتمردين، وهرب البكري. فانتقده كبار قادة الثورة، وعلى رأسهم سعيد العاص. حيث ذكر العاص أن البكري كان يسعى للحصول على مجده الشخصي عندما قرر إطلاق الهجوم قبل الآوان وبدون تنسيق. وبأعداد صغيرة من المتطوعين المسلحين، وأنه كان عليه بدلاً من ذلك انتظار وصول تعزيزات الأطرش، والتي بلغ عددها حوالي 1000 متطوعاً. وكان البكري العضو الوحيد من النخبة القومية بدمشق الذين ساهموا مباشرة في القتال على الأرض.
في أوائل ديسمبر، اجتمع قادة الثوار برئاسة البكري في قرية الغوطة في سقبا. وخلال الاجتماع، أطلق انتقادات لاذعة ضد رمضان شلاش، قائد الثوار في دير الزور، حيث تمت إدانته بسبب قيامه بفرض غرامات باهظة ورسوم أخرى ضد سكان قرى دوما وقيسا وحران العواميد وميدعا، وهي مناطق كان قد استولى عليها المُتمردون. ومع ذلك، فقد فرضت هذه الضرائب بالكامل تقريبا على ملاك الأراضي الكبيرة والنخب في المدينة، وبقية السكان والفلاحين. وقد دافع الشلاش عن نفسه بصفته قائداً ماهراً، وانتقد قيادة البكري واتهمه بأنه يعاني من «الكراهية ولديه طموحات سرية». ومع ذلك، تمكن البكري وحليفه الخراط من طرد الشلاش من قيادة التمرد خلال الاجتماع، وتم تجريده من سلاحه وشاراتها. إلا أن الأخير نجا إثر القصف الفرنسي على سقبا الذي سمح له بالهرب. وفي وقت لاحق قتل الخراط في غارة فرنسية بعد أسبوعين، في حين انتقل الشلاش إلى فرنسا بعد طرده، كما قتل الأخ الأصغر للبكري، أسعد في حركة في عام 1926.

### السياسة خلال حكم الانتداب الفرنسي

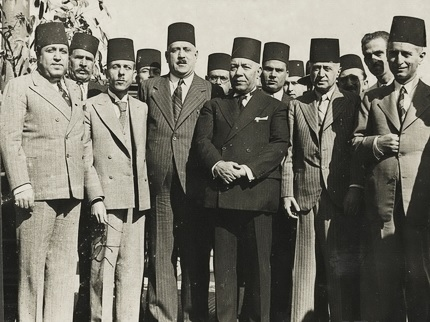
نسيب البكري (الثالث من اليسار في الصف الأمامي) وإلى يساره محمد علي علوبة وإلى يمينه الصحفي الفلسطيني محمد علي الطاهر في وداع اللجنة التنفيذية للمؤتمر البرلماني للدفاع عن فلسطين المتجهين إلى لندن في بداية العقد 1930.

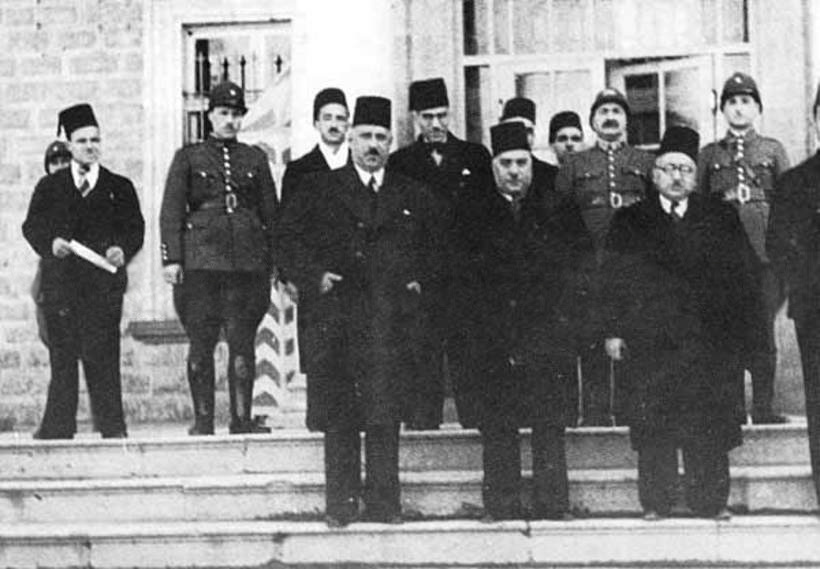
الرئيس لطفي الحفار مع أعضاء حكومته على أبواب دار الحكومة في 23 فبراير عام 1939 (نسيب البكري) في اليسار.

انتهت الثورة بحلول شهر يونيو عام 1927. وحكم على البكري بالإعدام غيابياً من قبل محكمة عسكرية فرنسية. ونتيجة لذلك، هرب إلى فلسطين، وبقي بها حتى شهر مارس عام 1928، حيث تم العفو عنه، وشقيقه فوزي، وفارس الخوري من قِبل السلطات الفرنسية، لكنها قامت قبل ذلك بقصف ممتلكات عائلة البكري وحرقها، كما أحرقت قصر آل البكري في منطقة سيدي عامود خلال الثورة، بينما تمت إعادة ما تبقى من الممتلكات للبكري. ووفقاً للمؤرخ بيتر أ. شامبروك، كان إدراج البكري على قائمة العفو مفاجئاً لسببين أولهما أنه كان محافظاً على علاقة قوية مع المنافس الرئيسي للفرنسيين في المنطقة، وهم الهاشميين ورعاتهم البريطانيين، ولأن نفوذه «لا مثيل له» بين الزعماء وقادة «الأحياء الشعبية في دمشق». وقد سعى الفرنسيون إلى تقسيم صفوف الثوار والسياسيين القوميين بالعفو عن بعض القادة ووضع بعض القادة الآخرين ضمن قائمة سوداء أخرى مثل الأطرش، الشهبندر، وشكري القوتلي. وقد نمت علاقات البكري مع الأخيرين في وقت لاحق رغم أنها كانت متوترة من قبل بسبب اتهامهما بتحويل الأموال المخصصة للثورة لصالح المشاريع الشخصية.
وقام لاحقاً بتأسيس حزب الكتلة الوطنية رفقة هاشم الأتاسي. وسعى إلى استخدام الوسائل الدبلوماسية لإنهاء الحكم الفرنسي. وكان عضواً في الجمعية الدستورية في 1928 وساهم في صياغة دستور للجمهورية السورية. وعينه الأتاسي الذي بات يشغل منصب رئيس الكتلة الوطنية كنائب له في عام 1930. وقد نجح البكري بدوره في مجلس النواب باعتباره ممثلاً عن دمشق على قائمة الكتلة الوطنية في عام 1932، بعد فوزه في انتخابات الإعادة بفارق كبير.

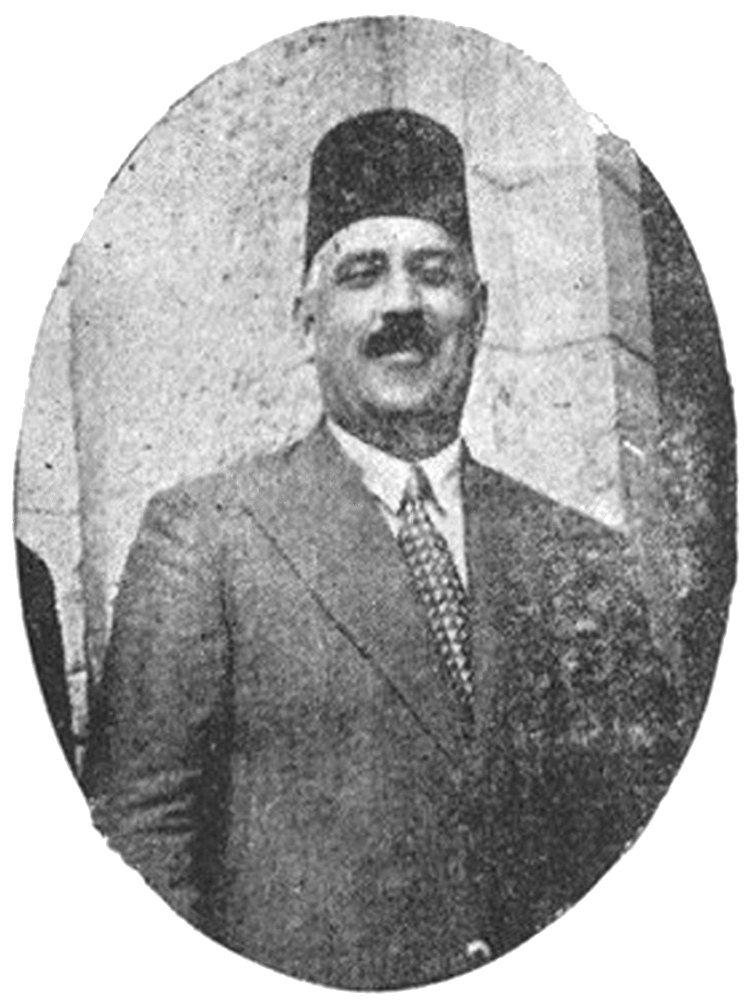
صورة شخصية لنسيب البكري.

في 20 يناير 1936، وردّاً على إغلاق مكتب الكتلة الوطنية، وإيقاف السلطات الفرنسية للبرلمان وتعيينها رئيساً موالياً لها هو تاج الدين الحسني، واعتقال فخري البارودي وزعيم «الشباب الوطني» سيف الدين المأمون. ألقى البكري كلمات أدانت الاعتقالات والاستعمار في الجامع الأموي، وبعد ذلك قام المتظاهرون، بما في ذلك الطلبة والشباب المحلي، بالتجمع أمام منزل البكري حيث تحركوا في مسيرة منسقة إلى السراي (مقر الحكومة الفرنسية)، وكان على رأس هذه التظاهرة كل من البكري وجميل مردم بك وشكري القوتلي، ولم تتعدَّ نهاية شارع البكري، حيث كان طوق من الشرطة مضروبًا، حيث سرعان ما قمعتْها القوات الفرنسية. كما جرت في اليوم ذاته تظاهرات في كلٍّ من حلب وحمص.
في 24 يناير، ألقى البكري خطبة في إحدى المساجد دعا فيها حوالي 3000 متظاهرٍِ إلى الهدوء. ومع ذلك، فقد قام ما يقارب 300 متظاهرٍ من اليسار بمهاجمة الحواجز الفرنسية ومركز للشرطة في سوق الحميدية، قبل الانسحاب مرة أخرى إلى الجامع. وقتل خلالها بعض المتظاهرين. وفي اليوم التالي، قاد البكري موكب الجنازة التي حضرها آلاف من المشيعين. وبحلول منتصف فبراير انتشرت الاضطرابات في جميع أنحاء سوريا واشتبكت السلطات مع المحتجين السوريين في عدة مدن، وعلى إثر ذلك قُبض على نسيب البكري وجميل مردم بك، وأودعا سجن النظارة ثم نُقلا إلى سجن القلعة وبقيا فيها ثمانية أيام، ثم نُفي البكري إلى أعزاز ومردم بك إلى قضاء قرق خان، وبقيا في المنفى خمساً وعشرين يوماً.
عاد البكري لاحقاً إلى السياسة وفاز في الانتخابات البرلمانية ونجح في الحصول على مقعد له في انتخابات 1936، 1943 و1947. وعندما أصبح الأتاسي رئيساً للبلاد في عام 1936، أصبح البكري رئيس الكتلة الوطنية. في العام التالي، تم تعيينه من قبل الأتاسي محافظاً لجبل حوران. في عام 1938، انشق عن حزب الكتلة الوطنية وانضم إلى حزب الشعب المنافس بقيادة زميله السابق الشهبندر. وخلال الحكومة قصيرة الأجل التي كان يرأسها رئيس الوزراء لطفي الحفار، بسبب تعطيل الفرنسيين للدستور وإرغامهم الحكومة على الاستقالة عام 1939، أصبح البكري وزير العدل، في حين شغل في حكومة رئيس الوزراء خالد العظم عام 1941 منصب وزير الاقتصاد الوطني والزراعة.

## فترة ما بعد الاستقلال حتى وفاته
بعد أن أصبحت سوريا دولة مُستقلة في عام 1946، انضم البكري إلى حزب الشعب القومي الموالي للغرب والعرب. وعينه الرئيس الأتاسي سفيراً في الأردن، التي يحكمها الهاشميين، بعد أن رفض منصب سفير سوريا للمملكة العربية السعودية، بسبب معارضته الفكرية للحكومة السعودية. وبعد استيلاء أديب الشيشكلي على الرئاسة في عام 1953، استقال البكري. وبعد تنحي الشيشكلي في عام 1954، أصبح البكري رئيساً لحزب الشعب. ولم يوفق في إنشاء قاعدة دعم كبيرة في دمشق واستقال من الحياة السياسية في شهر أبريل عام 1957. وقد توفي في عام 1966 ودفن في مقبرة أسلافه آل البكري في قبر العلامة زين العابدين الصديقي البكري.

## الأوسمة والتكريمات
- وسام الاستحقاق السوري من الدرجة الممتازة تقديرا لوطنيته.
- شعار الجمهورية العربية السورية من إدارة الشؤون العامة والتوجيه المعنوي للجيش السوري.
- أطلق اسمه على شارع في حي الروضة بدمشق.[ْ 11]

## الملاحظات
1. ↑  اسمه الكامل مع نسبه: محمد نسيب باشا بن عطاء الله باشا بن أسعد بن عطا الله بن خليل بن أسعد بن أحمد بن كمال الدين بن عبد القادر محيي الدين بن حسن الملقب بمحيي الدين بن محمد بدر الدين بن محمد ناصر الدين بن أحمد بن محمد بن عوض القرشي البكري الصديقي.[ْ 1]

### باللغة العربية
1. ↑  "نسيب باشا البكري". sijjada-bakria.com. مؤرشف من الأصل في 2018-09-03. اطلع عليه بتاريخ 2018-07-31.
2. ↑  خير الدين الزركلي. الأعلام للزركلي (ط. الثامنة). دار العلم للملايين. ص. 18 - 19.
3. ↑  مديرية أوقاف دمشق ترحب بكم | أسرة البكري. اطلع عليه في 23 نوفمبر 2016 نسخة محفوظة 27 نوفمبر 2016 على موقع واي باك مشين.
4. ↑  البكري (نسيب). الموسوعة العربية. اطلع عليه في 19 نوفمبر 2016 نسخة محفوظة 04 سبتمبر 2018 على موقع واي باك مشين.
5. ↑  المجاهد نسيب البكري أحد زعماء الكتلة الوطنية في سورية أيام الانتداب الفرنسي. موقع التاريخ السوري. اطلع عليه في 19 نوفمبر 2016 نسخة محفوظة 27 نوفمبر 2016 على موقع واي باك مشين.
6. ↑  نسيب البكري. اطلع عليه في 19 نوفمبر 2016 نسخة محفوظة 27 نوفمبر 2016 على موقع واي باك مشين.
7. ↑  "الزعيم والسياسي الوطني نسيب البكري بقلم:محمد فاروق الإمام". pulpit.alwatanvoice.com. مؤرشف من الأصل في 2018-07-31. اطلع عليه بتاريخ 2018-07-31.
8. ↑  عبد الغني العطري (1999). أعلام ومبدعون (ط. الأولى). دار البشائر.
9. ↑  وزارة السيد لطفي الحفار (من 23 شباط 1939 - 5 نيسان 1939). رئاسة مجلس الوزراء. اطلع عليه في 26 نوفمبر 2016 نسخة محفوظة 27 فبراير 2017 على موقع واي باك مشين.
10. ↑  حكومة السيد خالد العظـم (من 5 نيسـان 1941 - 12 أيلـول 1941). رئاسة مجلس الوزراء اطلع عليه في 26 فبراير 2016 نسخة محفوظة 27 فبراير 2017 على موقع واي باك مشين.
11. ↑  شارع نسيب البكري. اطلع عليه في 23 نوفمبر 2016 نسخة محفوظة 03 سبتمبر 2018 على موقع واي باك مشين.

### باللغة الإنجليزية
1. ↑  خير الدين الزركلي (2002)، الأعلام: قاموس تراجم لأشهر الرجال والنساء من العرب والمستعربين والمستشرقين (ط. 15)، بيروت: دار العلم للملايين، ج. الثامن، ص. 18، OCLC:1127653771، QID:Q113504685
2. 1 2 3  Moubayed 2006, p. 198.
3. 1 2 3 4 5 6 7  Atiyeh 1988, p. 259.
4. 1 2 3  Muslih 1988, p. 136.
5. ↑  Khoury، Philip S. (1987). Syria and the French Mandate: The Politics of Arab Nationalism, 1920–1945. مطبعة جامعة برنستون. ص. 268–269. ISBN:9781400858392. مؤرشف من الأصل في 2020-02-07.
6. 1 2 3  Provence 2005, p. 43.
7. 1 2  Muslih 1988, pp. 136–137.
8. 1 2 3  Provence 2005, p. 72.
9. 1 2 3 4 5 6 7 8  Moubayed 2006, p. 199.
10. 1 2  Atiyeh 1988, p. 260.
11. 1 2  Atiyeh 1988, p. 261.
12. ↑  Provence 2005, pp. 83–84.
13. ↑  Provence 2005, pp. 100–101.
14. 1 2  Provence 2005, pp. 102–103.
15. ↑  Provence 2005, pp. 104–105.
16. ↑  Provence 2005, p. 106.
17. ↑  Provence 2005, p. 133.
18. ↑  Provence 2005, pp. 134–135.
19. 1 2  Provence 2005, p. 138.
20. ↑  Provence 2005, p. 78.
21. ↑  Provence, 2005, p. 139.
22. 1 2  Shambrook 1998, p. 13.
23. ↑  Provence 2005, p. 141.
24. ↑  Shambrook 1998, p. 77.
25. ↑  Shambrook 1998, p. 191.
26. ↑  Shambrook 1998, p. 192.
27. ↑  Shambrook 1998, p. 195.
28. ↑  Commins 2004, p. 62.
29. 1 2  Moubayed 2006, p. 200.
30. ↑  Provence 2005, p. 187.